# Willie Colón
Pour les articles homonymes, voir Colon.
William Anthony "Willie" Colón Román, né le 25 avril 1950 dans le Bronx, d'origine portoricaine, est, depuis le début des années 1960, un pionnier de la salsa, à la fois directeur musical, compositeur, activiste et producteur, chanteur et tromboniste. Il est considéré comme un peintre des visages de son peuple, un artiste qui a reflété dans ses chansons la conscience d'une génération qui exigeait le respect social et qui se battait pour la revendication de ses conditions de vie.

## Biographie
Il commence par étudier la trompette à l’âge de 12 ans puis opte pour le trombone. 

Willie Colón commence à prendre des leçons de musique et dirige parallèlement un orchestre de 14 musiciens, le Latin Jazz All-Stars. Sa passion musicale, lui vient de sa grand-mère, qui l'a élevé en le berçant aux mélodies du recueil de chansons populaires portoricaines, l'introduisant à la fascination des rythmes typiques du pays,. Son premier groupe professionnel comprend une section de deux trombones, en hommage à Mon Rivera et Barry Rogers ses idoles.
Il a apprend très tôt dans son adolescence à discerner entre les images désobligeantes et les adjectifs répandus sur la communauté latino-américaine et la dure réalité des immigrants, ainsi, il a rapidement fait de son travail artistique le témoignage social le plus percutant habillé de sonorité, avec des paroles mémorables qui racontaient les détails des incidents de marginalisation, de préjugés, de pauvreté et de misère.. 
En 1967, alors qu’il n’a que 17 ans, il signe avec Fania et enregistre son premier album "El Malo". Ses compositions "Jazzy" et "I wish I Had a Watermelon" deviennent vite des tubes. L'entrée de Willie Colón dans le groupe a marqué le moment le plus significatif de la salsa. Le décollage de son projet musical est en grande partie dû à sa rencontre avec le chanteur Héctor Lavoe, qui lui est venu sur la recommandation du musicien Johnny Pacheco, et avec qui il a créé le binôme le plus important en salsa.  Ses chansons sont inspirées de ses expériences de vie dans le quartier latin du Bronx, elles se sont également distinguées par un humour mordant et une critique sociale. 
Willie Colon introduit dans ses compositions des influences extra-cubaines dans la musique latine et dans le Latin jazz.  Il obtient une reconnaissance internationale avec  "La Murga de Panamá", écrite avec Héctor Lavoe et interprétées par d'autres chanteurs de salsa comme que Rubén Blades et Oscar D'León.
Ses albums sont appréciés pour leurs influences pluri-culturelles : chansons enfantines d’Afrique, musiques du Brésil, de Cuba, des Caraïbes ou du Panama. À travers ses compositions qui abordent tous les thèmes, de la criminalité jusqu’à la politique, il développe le concept de salsa engagée.

Durant la décennie 70-80, il continue ses expérimentations musicales et il laisse les rênes de son groupe successivement à Héctor Lavoe, puis à Rubén Blades avec qui il fait équipe.
À la fin des années 1970, il écrit la première salsa symphonique pour un ballet télévisé.

À la même époque il commence à collaborer avec la chanteuse Celia Cruz et il produit des albums pour Rubén Blades qui vont rencontrer un grand succès.

En 1981, il obtient un disque d’or pour son album "Fantasmas" également désigné comme disque de l’année. En 1982, il gagne un Grammy Award pour son disque "Canciones del Solar de los Aburridos" avec Rubén Blades.

Il tourne en Europe pour la première fois et forme un nouvel orchestre tout en continuant à explorer différents univers musicaux : il enregistre des chansons de Jacques Brel, Carole King et Mark Knopfler, joue en big band, produit des albums de soca et de rythmes haïtiens et reprend des compositions du brésilien Caetano Veloso, tandis que ses propres compositions deviennent de plus en plus ouvertement engagées.

À la fin des années 1980, il produit un album pour Celia Cruz et pour Héctor Lavoe et obtient un hit avec "Set the Fire to Me".

Il collabore également au très populaire et controversé [réf. nécessaire] album de musique latine "Rei Momo" de David Byrne, l’ex-leader de Talking Heads.
En avril 2021, le chanteur et son épouse se trouvent dans un état grave et sont hospitalisés en raison d'un accident de la route en Caroline du Nord (USA).

## Discographie
(extrait)
- 1967 : El Malo - Willie Colón
- 1968 : The Hustler - Willie Colón
- 1969 : The Big Break - La Gran Fuga - Willie Colón
- 1969 : Guisando - Willie Colón
- 1971 : Asalto Navideño - Willie Colón
- 1972 : Cosa Nuestra - Willie Colón
- 1972 : El Juicio - Willie Colón
- 1973 : Lo Mato Si No Compra Este LP - Willie Colón
- 1973 : Asalto Navideño Vol II - Willie Colón
- 1975 : The Good, The Bad, The Ugly - Willie Colón
- 1977 : El Baquiné De Angelitos Negros - Willie Colón
- 1977 : Metiendo Mano - Colón Presents Blades
- 1977 : Only They Could Have Made This Album - Colón & Celia Cruz
- 1978 : Siembra (inclut Pedro Navaja) - Blades & Colón
- 1979 : Solo - Willie Colón
- 1980 : Doble Energia - Willie Colón
- 1980 : Fantasmas - Willie Colón
- 1981 : Canciones Del Solar De Los Aburridos - Willie Colón & Blades
- 1982 : The Last Fight - Willie Colón & Blades

- 1982 : Corazón Guerrero, Fania : reprises) - Willie Colón

1. Corazon Guerrero  (Mark Knopfler)  7:50
2. Que Pasara Mañana  (Carole King)  4:35
3. Sueltale el Rabo al Dragon (Willie Colón)  6:00
4. Amor Barato  (Chico Buarque)  5:10
5. El Hijo y el Papa  (Jean-Loup Dabadie, Hubert Giraud)  4:26
6. Dormido, No  (Jacques Brel)  5:35

- 1983 : Vigilante - Willie Colón
- 1984 : Criollo - Willie Colón
- 1984 : Tiempo Pa' Matar - Willie Colón
- 1986 : Contrabando Especial No. 5 - Willie Colón
- 1987 : The Winners - Celia Cruz & Willie Colón
- 1989 : Altos Secretos (Top Secrets) (inclut El Gran Varón) - Colón
- 1990 : Illegal Alien - Willie Colón
- 1990 : Color Americano - Willie Colón
- 1991 : Honra y Cultura - Willie Colón
- 1993 : Salsa's Bad Boy - Willie Colón
- 1993 : Hecho En Puerto Rico - Willie Colón

- 1994 : Singers of the Cibao - Willie Colón

- 1995 : Tras La Tormenta - Blades & Colón
- 1996 : Y Vuelve Otra Vez! - Willie Colón

- 1998 : Demasiado Corazón - Willie Colón
- 1998 : Mi Gran Amor

- 2000 : Guerrero de Corazón
- 2000 : Idilio
- 2004 : La Experiencia
- 2007 : The Player
- 2008 : El Malo Vol II: Prisioneros del Mambo - Willie Colón

## Filmographie
- Vigilante (1983).
- The Last Fight (1983).
- La intrusa (1986) (telenovela).
- Salsa (1988).
- It Could Happen to You (1994).
- Demasiado corazón (1998) (telenovela).
- Corazón partido (2005) (telenovela).
- Sin poderte hablar (2005).